# 60 Minutes (Australien)
60 Minutes är en australisk version av USA:s nyhetsmagasin med samma titel, som har sänts på Nine Network sedan 1979 på söndagskvällar. En nyzeeländsk version använder delar av showen. Programmet är ett av fem invalda i Australiens TV Logie Hall of Fame.

## Medarbetare

### Nuvarande korrespondenter[2][3][4]
- Liz Hayes (1996–)
- Tara Brown (2001–)
- Amelia Adams (2022–)
- Adam Hegarty (2024–)
- Dimity Clancey (2024–)